# Kalifornienkondor
Der Kalifornienkondor (Gymnogyps californianus) oder Kalifornische Kondor ist nach dem Andenkondor die zweitgrößte Art aus der Familie der Neuweltgeier (Cathartidae). Er ist im Südwesten der USA (vor allem in Kalifornien und Arizona) heimisch, war historisch jedoch bis in den Südwesten Kanadas verbreitet. Infolge aktiver Bejagung und passiver Vergiftung durch Pestizide wie DDT nahm sein Bestand insbesondere in der ersten Hälfte des 20. Jahrhunderts dramatisch ab. Von 1987 bis 1992 galt er in freier Wildbahn als ausgestorben.
Im Jahr 1987, als der letzte frei fliegende Kondor eingefangen wurde, lebten nur noch 27 Individuen. Da sie sich jedoch auch in Gefangenschaft gut vermehrten, wurden ab 1992 im größten Erhaltungszucht-Programm der Vereinigten Staaten wiederholt Tiere in die Freiheit entlassen. Sie kommen jetzt wieder im Umfeld der vier Auswilderungsorte vor: in Kalifornien in Big Sur und im Pinnacles-Nationalpark (diese beiden Populationen haben sich inzwischen vereinigt), am Vermilion Cliffs National Monument im Nordwesten Arizonas und im Norden von Baja California. Mit Stand Ende 2021 gab es 537 Tiere, davon 334 in Freiheit.

## Merkmale

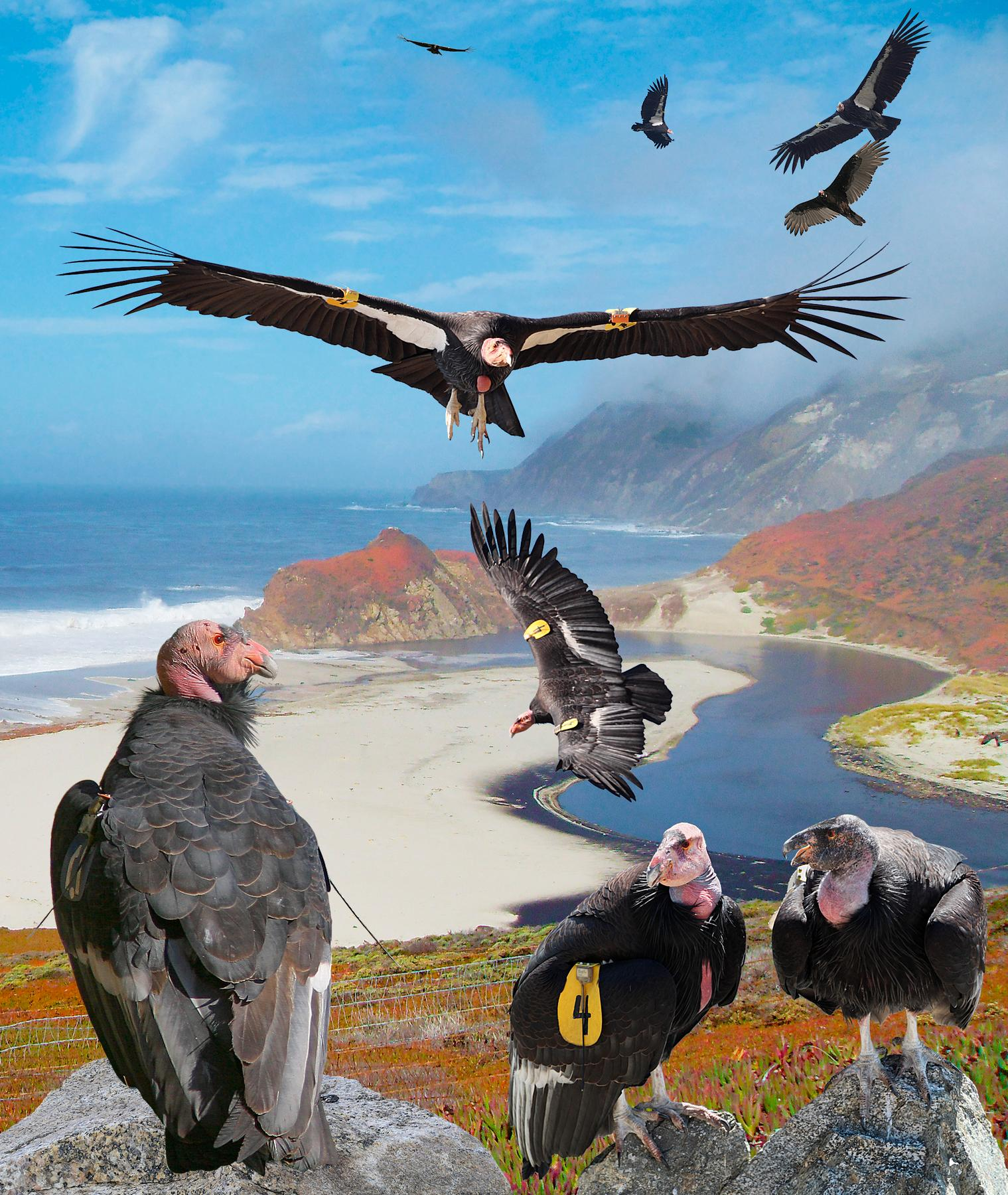
Markierte und besenderte Individuen des Kalifornienkondors in verschiedenen Ansichten (Bildmontage). Zum Vergleich oben rechts ein kleinerer Truthahngeier

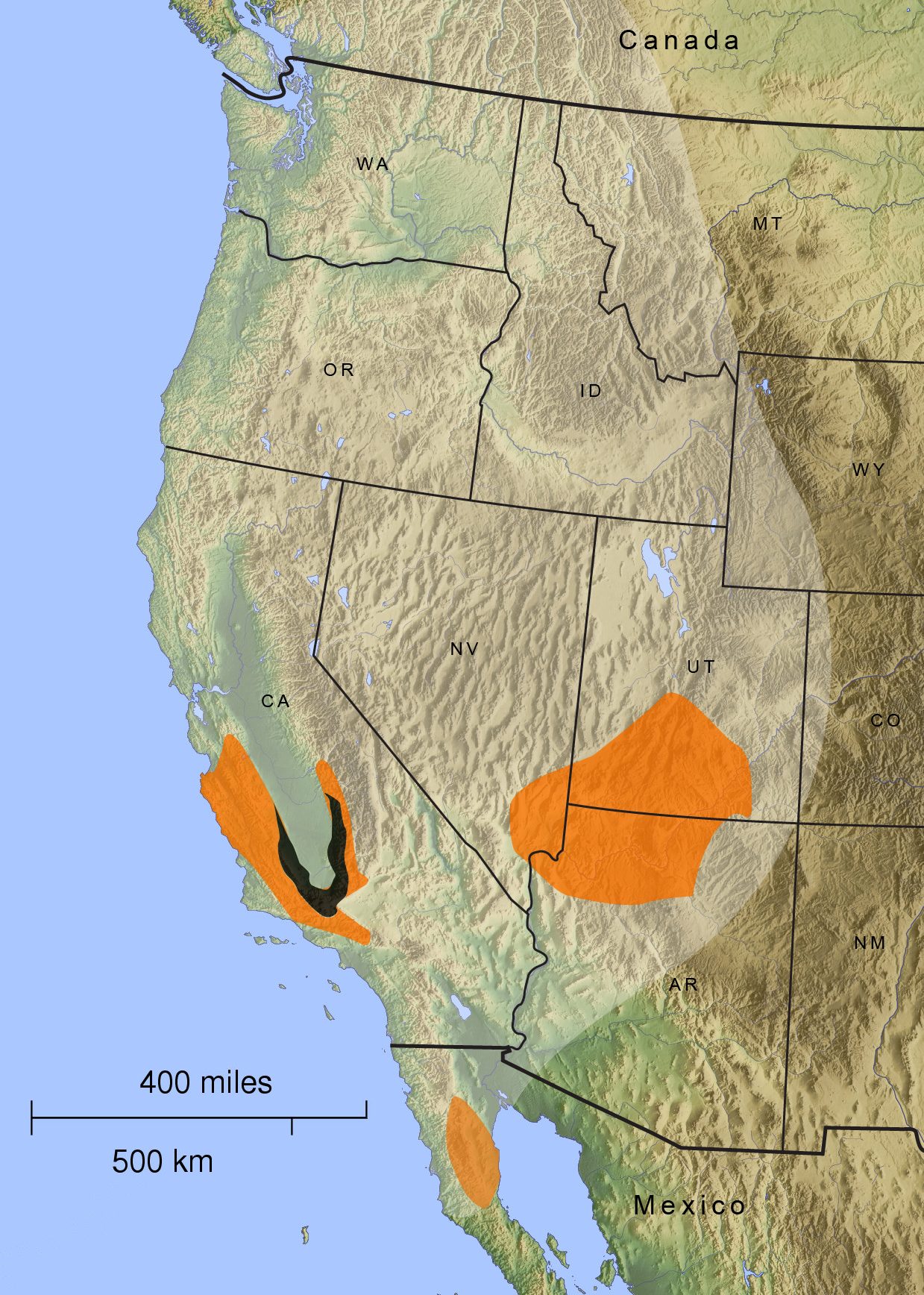
Verbreitungsgebiet des Kalifornienkondors. Hell hervorgehoben ist das Verbreitungsgebiet im frühen 19. Jahrhundert, schwarz das Verbreitungsgebiet um 1950, orange das Verbreitungsgebiet im Jahr 2012.

Der Kalifornienkondor kann eine Flügelspannweite von 2,49 bis 3,00 Metern erreichen. Seine Länge beträgt maximal 109 bis 127 Zentimeter, die Länge des kurzen eckigen Schwanzes 33 bis 38 Zentimeter. Das Gewicht liegt bei 8 bis 14 Kilogramm. Männchen werden etwa 10 % größer als die Weibchen. Sein Gefieder ist schwärzlich, die Federn der Oberseite sind braun gesäumt. Die Federn der Halskrause sind grau gestrichelt. Die Armschwingen der Flügeloberseite haben weiße Spitzen bzw. Säume, auf der Unterseite jedes Flügels bilden sie ein weißes Dreieck. Der Kopf ist nackt, lediglich auf der Stirn befinden sich einige schwarze Stoppelfedern. Der Kopf der Altvögel ist gelb bis rotorange, der Schnabel gelb, die Augen rot.
Jungvögel haben einen dunklen Kopf und tragen am Hals noch Daunen. Ihr Schnabel ist schwarz, ihre Augen graubraun. Der Schwanz ist etwas gespitzt, das helle Dreieck an der Flügelunterseite noch dunkler. Vom dritten bis zum sechsten oder siebten Lebensjahr färbt sich der Kopf, beginnend am Hals, orange um.

## Fortpflanzung
Das Weibchen des Kalifornienkondors legt zwischen Februar und Mai nur ein einziges Ei. Als Nistplätze dienen Felshöhlen und große Baumhöhlen. Ein Nest wird nicht gebaut. Das Ei wird von Männchen und Weibchen gemeinsam bebrütet, bis nach zirka 55 bis 60 Tagen der Jungvogel schlüpft. Das Küken trägt ein Daunenkleid, der Kopf bleibt anfangs nackt und ist gelb oder rosa. Das Daunengefieder wird später grau und erstreckt sich auch auf den Kopf. Die Nestlingsdauer beträgt etwa sechs Monate. Nach dieser Zeit beginnen die jungen Kondore mit den ersten Flugversuchen. Sie werden noch monatelang von den Alten betreut. Das Gefieder der Altvögel bekommen die Jungvögel erst mit sechs Jahren. Mit acht Jahren sind sie geschlechtsreif. Aufgrund der langen Dauer der Brutpflege nisten Kondore nur alle zwei Jahre. Kalifornienkondore können 45 Jahre alt werden. Eine Studie von US-Wildtierwissenschaftlern im San Diego Zoo Safari Park berichtet, dass zwei weibliche Kalifornienkondore Küken ohne männliche genetische DNA zur Welt brachten. Diese Parthenogenese wurde bisher nur bei nur bei bestimmten Vogelarten – wie Truthühnern und Hühnern – beobachtet.

## Ernährung
Kalifornienkondore ernähren sich fast ausnahmslos vom Aas größerer Säugetiere. Große Gruppen von Vögeln finden sich ein, um an einem Kadaver zu fressen. Bei einer Mahlzeit können sie 1 bis 1,3 kg Fleisch fressen und danach mehrere Tage hungern. Von ihrer Brutstätte entfernen sie sich auf Nahrungssuche bis zu 30 km.

## Schutzmaßnahmen

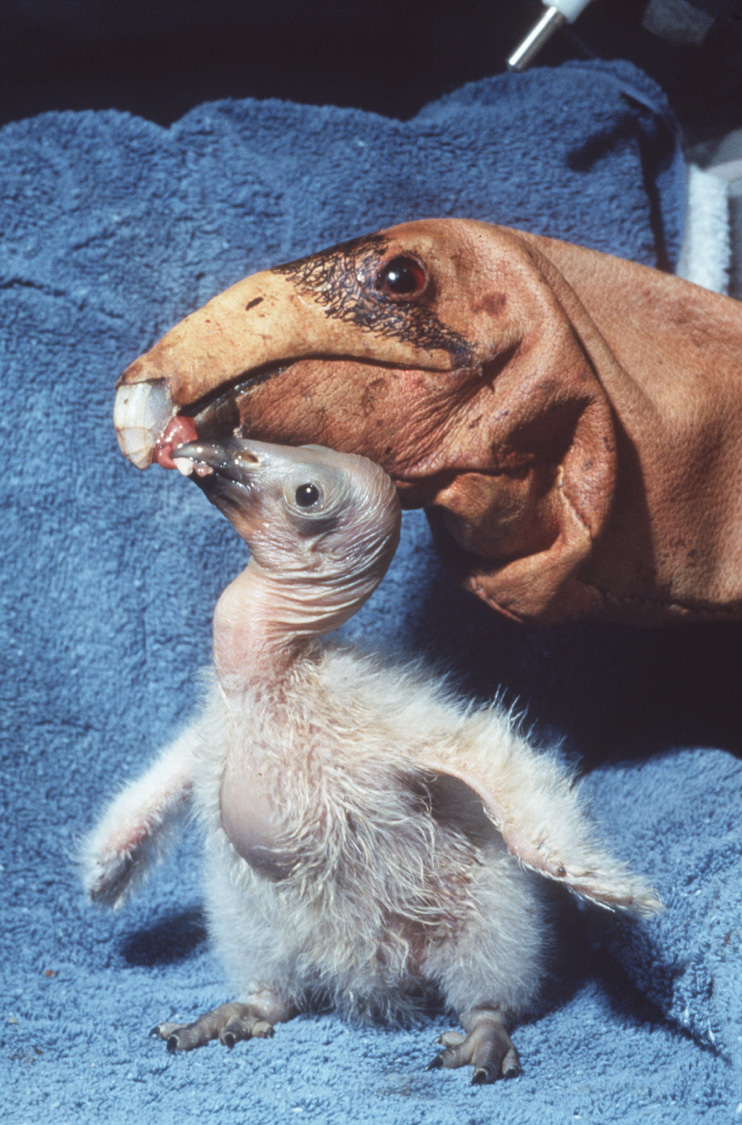
Im Rahmen der Erhaltungszuchtmaßnahmen werden im San Diego Zoo Safari Park Kondore durch Handaufzucht großgezogen. Mit Handschuhattrappen soll eine unerwünschte Prägung auf den Menschen vermieden werden.

Bereits zu Beginn des 20. Jahrhunderts war der starke Bestandsrückgang des Kalifornienkondors deutlich erkennbar. In den 1950er Jahren zählte man nur noch 150 Individuen, 1968 betrug die Zahl der noch überlebenden Kalifornienkondore sechzig und 1978 nur noch dreißig Individuen. Bereits im Jahr 1973 wurde das California Condor Recovery Team gegründet, das 1980 ein intensiv betriebenes und finanziell gut ausgestattetes Programm beginnen konnte, um den Kalifornienkondor vor dem Aussterben zu bewahren. Zu dem Zeitpunkt lebten in freier Wildbahn nur noch 22 Vögel, ein weiteres Brutpaar befand sich in Gefangenschaftshaltung. An dem Erhaltungsprogramm waren von Beginn an der San Diego Zoo Safari Park und der Zoo von Los Angeles maßgeblich beteiligt. Später kamen noch der Peregrine Fund in Boise, Idaho sowie der Zoo von Oregon hinzu.
Die ersten Erfolge erzielte man erst im Jahre 1988, als erstmals ein Küken in menschlicher Obhut schlüpfte. Um die Zahl der Jungvögel zu erhöhen, wurde das erste Ei jeweils aus dem Horst entfernt, was die Weibchen veranlasste, ein weiteres Ei zu legen. Das aus dem Nest entfernte erste Ei wurde jeweils im Brutschrank ausgebrütet und von Tierpflegern großgezogen. Um eine Prägung der Jungvögel auf den Menschen zu verhindern, wurden spezielle Handpuppen entwickelt, die Kondorköpfen glichen. Den Jungvögeln wurden während der Fütterung außerdem jeweils die Rufe der Altvögel vorgespielt. Mehrere Optimierungen der Aufzuchtmethoden führten dazu, dass innerhalb kurzer Zeit pro Jahr zwischen 25 und 30 Jungvögel aufgezogen werden konnten.
Bereits 1992 wurden die ersten Kalifornienkondore wieder bei Big Sur im Los Padres National Forest ausgewildert. Spätere Auswilderungsorte waren das Vermilion Cliffs National Monument in Arizona, Pinnacles-Nationalpark in Kalifornien und Baja California in Mexiko. Im Jahre 2002 brüteten diese ausgewilderten Vögel erstmals in freier Wildbahn. Seit 2006 haben sich die beiden Populationen von Big Sur und Pinnacles durch Ausdehnungen ihrer Reviere zu einer größeren, zentralkalifornischen Population vereint. 2014 wurde die erste erfolgreiche Brut im Bundesstaat Utah bestätigt. Die Eltern stammen aus der Auswilderung in Arizona, die Brut fand im Zion-Nationalpark statt. Im Zion-Nationalpark fand 2019 auch die Geburt des 1000. Kondorkükens seit Beginn der Erhaltungszucht statt.
Eine bedeutende Ursache für das Beinahe-Aussterben liegt in der Vergiftung der Vögel mit metallischem Blei aus Jagdmunition. Insbesondere Schrotkugeln, die sie beim Fressen an Kadavern von geschossenem Wild aufnehmen, stellen dabei die zentrale Vergiftungsquelle dar. Im Rahmen eines umfangreichen Monitoring-Programms, das die Auswilderungen begleitet, wurde festgestellt, dass die Gefährdung der Kondore durch Blei auch heute noch besteht. Daher darf weder die ausgewilderte Population als stabil gelten, noch kann die weitere Auswilderung im bisherigen Rahmen ohne Schutzmaßnahmen zu einer stabilen Population führen. Alle freigelassenen Vögel werden in etwa zweijährigem Abstand eingefangen und ihr Blut auf Blei untersucht. Rund ein Fünftel der Tiere muss anschließend einer Chelat-Therapie unterzogen werden, weil die Grenzwerte überschritten sind.
In Kalifornien ist mittlerweile der Gebrauch von bleihaltiger Jagdmunition in den Regionen, in denen die Kondore leben, verboten. Der Versuch, bleihaltige Schrotpatronen in einem größeren Gebiet zu verbieten, stieß allerdings auf den Widerstand der National Rifle Association, da Alternativen wie Weicheisen in einigen Fällen Nachteile aufweisen und Wolfram- oder Kupferkugeln teurer sind. Ohne erheblich weiter gehende Einschränkungen ist die Art aber nicht dauerhaft zu schützen. Solange auch nur 0,5 % der Kondoren als Nahrung dienenden Kadaver mit Bleimunition im heute typischen Umfang belastet sind, wird die Reproduktionsrate der Tiere zu niedrig für die Erhaltung der Art sein. Das ist nur durch das totale Verbot von Bleimunition und die Einhaltung dieser Regelung zu erreichen.

## Fossilbericht

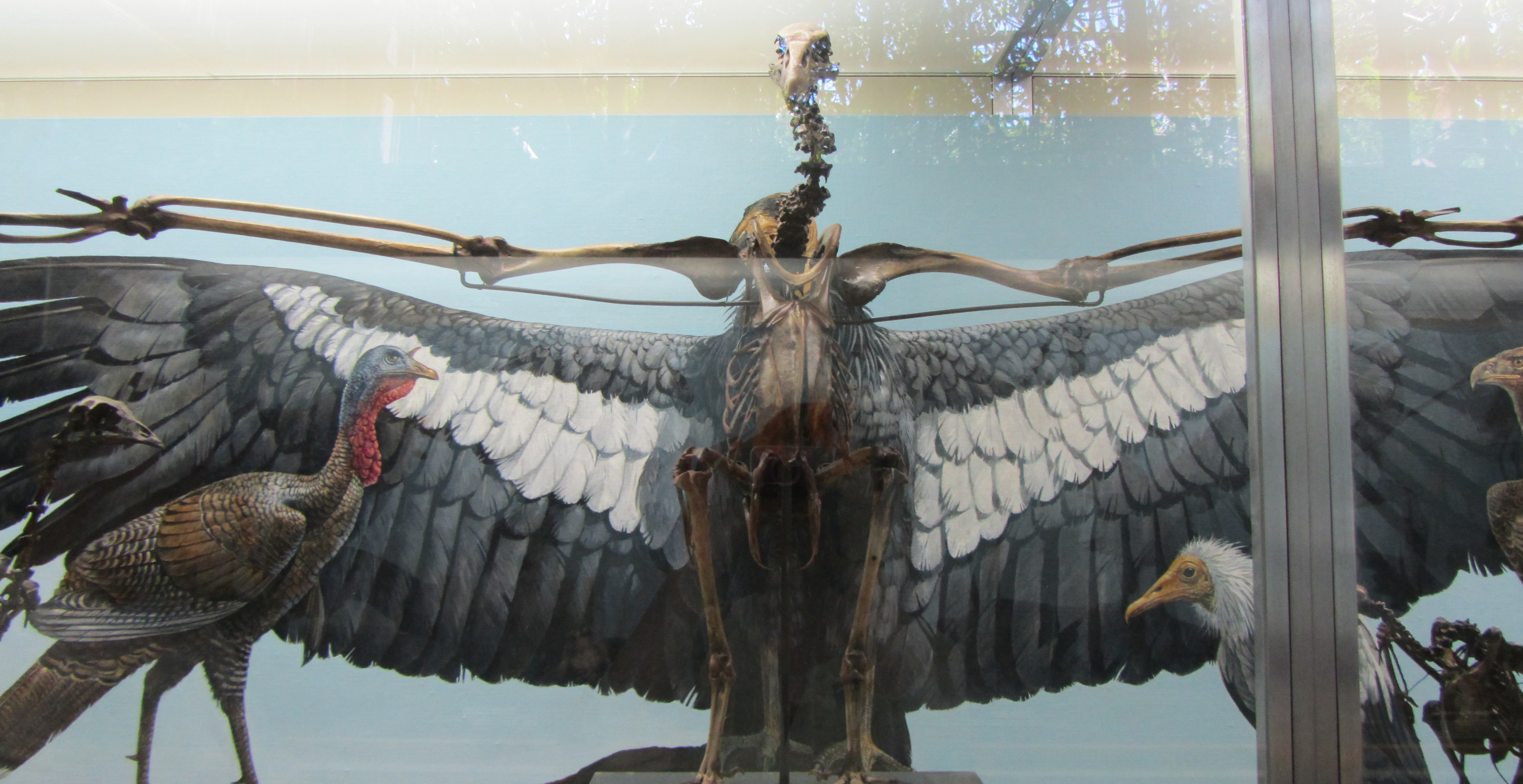
Skelett- und Lebendrekonstruktion von Gymnogyps amplus aus den La Brea Tar Pits

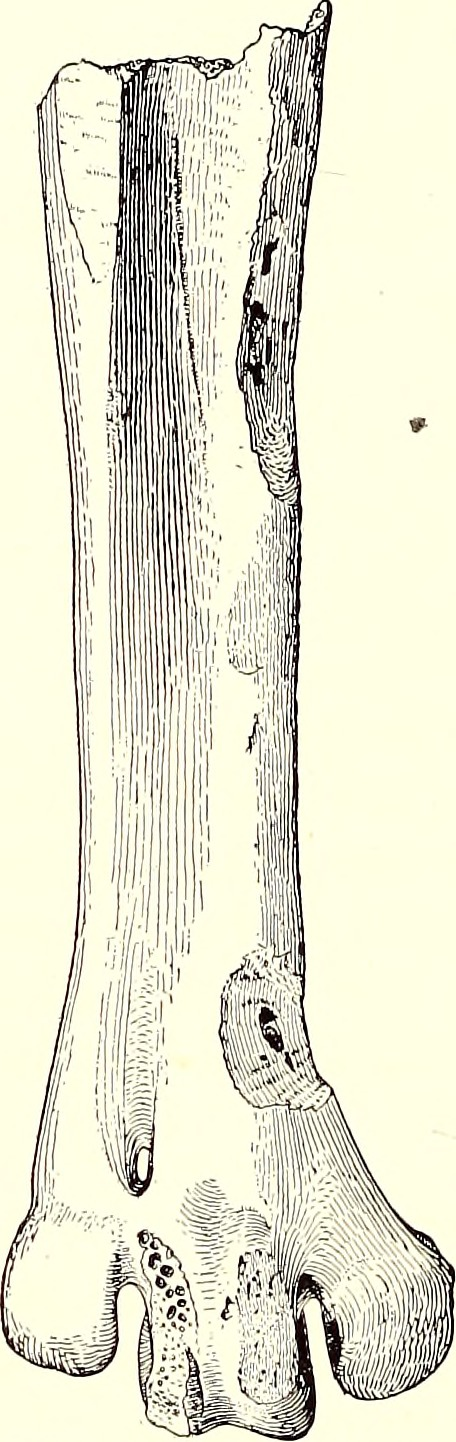
Originalzeichnung des Holotyps von Gymnogyps amplus, des distalen Abschnittes eines rechten Tarsometatarsus

Der Paläontologe Loye H. Miller beschrieb 1911 aus pleistozänen Sedimenten einer Höhle in Shasta County im Norden des Bundesstaates Kalifornien den fossilen „Laufknochen“ (Tarsometatarsus) eines Kondors unter dem Namen Gymnogyps amplus. Während Miller bereits zuvor von ihm bearbeitete Kondor-Fossilien aus der ebenfalls pleistozänen Fundstätte La Brea Tar Pits in Los Angeles als Überreste des rezenten Kalifornienkondors bestimmt hatte, wurden auch diese nachfolgend der Art G. amplus zugewiesen. Lange Zeit war unklar, ob G. californianus und der etwas robustere und größere G. amplus separate Spezies sind, oder nicht. So wurde G. amplus auch unter dem Namen G. californianus amplus als „chronologische Unterart“ des Kalifornienkondors eingestuft. Ein jüngst vorgenommener umfassender Vergleich des La-Brea-Materials mit Knochenmaterial des rezenten Kalifornienkondors führte zu dem Schluss, dass sich beides hinreichend unterscheidet, um G. amplus als eigene Art auszuhalten.
Das Verbreitungsgebiet von Gymnogyps amplus/californianus war am Ende des Pleistozäns deutlich größer als im 19. Jahrhundert und erstreckte sich auf den gesamten südlichen Teil Nordamerikas. So wurden Einzelknochen, die als G. amplus/californianus bestimmt wurden, in einer radiometrisch auf 11.000 Jahre datierten Fossillokalität im Westen des US-Bundesstaates New York gefunden. Weitere pleistozäne Funde östlich der Rocky Mountains stammen aus Texas und Florida.
Sowohl die (sub)rezente Beschränkung der nordamerikanischen Kondore auf den Westen des Kontinentes als auch das Aussterben der robusten Form (G. amplus) werden mit dem Klimawechsel am Ende des Pleistozäns und mit dem Aussterben vieler Arten der pleistozänen Megafauna Nordamerikas (u. a. Mammuts, Mastodons, Pferde) in kausalen Zusammenhang gebracht. Ergebnisse von Isotopenuntersuchungen an Knochen großer frühholozäner Kondore lassen vermuten, dass die Vögel sich nach dem Verschwinden der Megafauna auf Kadaver von Meeressäugern spezialisierten. Für die Abspaltung des rezenten Kalifornienkondors (G. californianus) von der robusten Form (G. amplus) wird der Zeitraum zwischen 9000 und 7000 Jahren vor heute angenommen.